# Flutémazépam
Le flutémazépam est une benzodiazépine qui n'est pas commercialisée en France. C'est la même molécule que le témazépam à l'exception qu'il y'a un atome de fluor sur le cycle phényle en position R2'. D'où son nom: flu-témazépam.
Cette molécule ressemble également au fludiazépam. C'est la même molécule à l'exception qu'il y'a un groupe hydroxyle en position 3.